# Out Cold
Out Cold (prt: A Louca Academia de Snowboard; bra: Ardendo no Frio) é um filme americano de 2001, do gênero comédia, dirigido por Brendan Malloy e Emmett Malloy.

## Sinopse
O filme conta a história de um grupo de snowboarders no Alasca. 

## Elenco
- Jason London — Rick Rambis
- Lee Majors — John Majors
- Willie Garson — Ted Muntz
- Zach Galifianakis — Luke
- David Koechner — Stumpy
- Flex Alexander — Anthony
- A. J. Cook — Jenny
- David Denman — Lance
- Caroline Dhavernas — Anna
- Derek Hamilton — Pig Pen
- Thomas Lennon — Eric Montclare
- Victoria Silvstedt — Inga
- Todd Richards — Barry
- Lewis Arquette — Herbert 'Papa' Muntz

## Trilha sonora
1. "Anytime" – Eve 6
2. "Makes No Difference" – Sum 41
3. "Win or Lose" – Foo Fighters
4. "Ev Rebahadee" – Planet Asia e will.i.am
5. "Posters" – Jack Johnson
6. "Funk No. 49" – James Gang
7. "Lipstick and Bruises" – Lit
8. "She Is Beautiful" – Andrew W.K.
9. "Hear You Me" – Jimmy Eat World
10. "Green Light Girl" (Rock Remix) – Doyle Bramhall II & Smokestack
11. "For Anyone" – The Color Red
12. "Makin' Money" – Handsome Devil
13. "Island in the Sun" – Weezer